# Локомотив (стадион, Нижни Новгород)
Вижте пояснителната страница за други значения на Локомотив.
„Локомотив“ е многофункционален стадион в гр. Нижни Новгород, Русия.
От построяването му през 2000 до 2005 г. е домашен стадион на „Локомотив“ (Нижни Новгород). По-късно се използва и от „Спартак“ (Нижни Новгород).
От август 2009 г. на него домакинските си мачове играе местният ФК „Волга“.